# Vitreorana castroviejoi
Vitreorana castroviejoi es una especie de anfibio anuro de la familia de las ranas de cristal (Centrolenidae). Es endémica del cerro El Humo y zonas cercanas (Venezuela). Habita entre los 580 y los 800 m de altitud. 